# 10. armádní sbor (rakousko-uherská armáda)
10. armádní sbor byl na přelomu 19. a 20. století vyšší vojenskou jednotkou rakousko-uherské armády. Sbor měl původně působnost pro Moravu a Slezsko a velitelství sídlilo v Brně (1883–1889). V roce 1889 byl sbor přesunut do Haliče s velitelstvím v Přemyšlu, kde zůstal dislokován do roku 1914. Za první světové války byl 10. sbor nasazen na východní frontě, kde se zúčastnil bojů v Haliči, v Karpatech a nakonec v prostoru dnešní Ukrajiny. Kvůli vysokým ztrátám na životech byl sbor rozpuštěn ještě před koncem války na jaře 1918.

## Historie

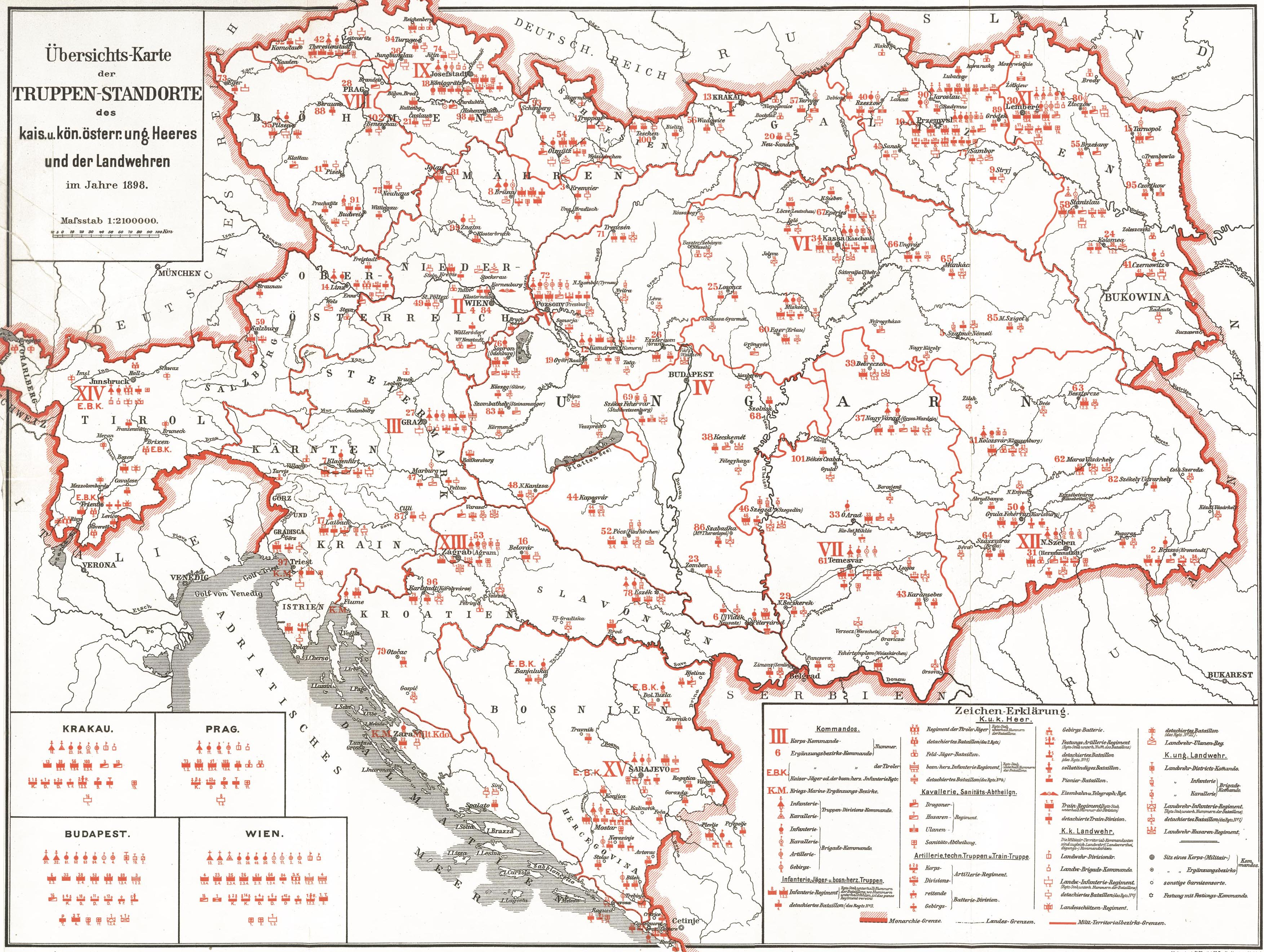
Územní rozdělní působnosti armádních sborů rakousko-uherské armády 1898

Plán pevnosti Přemyšl

10. armádní sbor (10. Korpskommando) vznikl reorganizací rakousko-uherské armády rozdělením dosavadních oblastních velitelství pro jednotlivé korunní země. Desátý sbor s působností pro oblast Moravy a Slezska byl umístěn v Brně. Sborové velitelství sídlilo v budově bývalého dominikánského kláštera na Rybím trhu (dnešní Dominikánské náměstí). Doplňovacími okresy byly Opava, Těšín, Kroměříž, Olomouc, Jihlava, Šumperk, Znojmo a Brno. V září 1883 se na Prostějovsku konaly velké manévry za účasti císaře Františka Josefa a španělského krále Alfonse XII. V roce 1889 bylo sborové velitelství v Brně zrušeno a jeho agenda byla rozdělena pod 1. armádní sbor v Krakově (severní Morava a Slezsko) a 2. armádní sbor ve Vídni (jižní Morava). 
Nově byl 10. armádní sbor zřízen v Haliči s velitelstvím v pevnosti Přemyšl, která byla v té době budována jako jedna z největších staveb fortifikačního charakteru v tehdejší Evropě. K 10. sboru patřily 2. pěchotní divize v Jarosławi a 24. pěchotní divize v Přemyšlu, dále 6. jezdecká divize v Jarosławi a 10. dělostřelecká brigáda v Přemyšlu. Doplňovacími okresy byly Přemyšl, Jarosław, Rzeszów a Sanok (dnešní Polsko), dále Horodok (Gródek), Sambir a Stryj (dnešní Ukrajina). Do správy 10. sboru patřila posádková věznice a nemocnice v Přemyšlu, dále pak osm útvarových nemocnic (Horodok, Jarosław, Rzeszów, Sambir a Sanok).
Na začátku první světové války byl 10. sbor začleněn do armády generála Dankla určené pro boj v Haliči. Po dvojí výměně velení v krátké době dosáhl sbor dílčích úspěchů, především dobytí dlouhodobě obléhané pevnosti Přemyšl. V roce 1918 bojoval sbor v oblasti Volyně, kvůli vysokým početním ztrátám byl v dubnu 1918 rozpuštěn a jeho zbytky začleněny do 4. armády. Již na začátku války bylo kvůli postupu ruských vojsk posádkové velitelství Přemyšlu formálně přeloženo do Prešpurku (1914–1915). Po vítězství německé a rakousko-uherské armády v bitvě u Gorlice a následném osvobození obléhané pevnosti Přemyšl sem byla znovu umístěna rakousko-uherská posádka. Jejími veliteli byli pak postupně generálové Ignaz von Korda (1916–1917) a Viktor Njegovan (1917–1918).

## Velitelé 10. armádního sboru
- 1883 polní zbrojmistr Josef baron von Ringelsheim
- 1883–1884 polní zbrojmistr Franz baron von Vlassits
- 1884–1886 polní podmaršál Georg Stubenrauch von Tannenburg
- 1886–1891 polní zbrojmistr Wilhelm baron von Reinländer
- 1891–1905 polní zbrojmistr Anton Galgótzy
- 1905 polní zbrojmistr Karl Horsetzky von Hornthal
- 1905–1910 generál pěchoty Arthur Pino von Friedenthal
- 1910–1914 generál jezdectva Heinrich Kummer von Falkenfehd
- 1914–1915 generál pěchoty Hugo Meixner von Zweienstamm
- 1915 polní podmaršál Josef Krautwald von Annau
- 1915 generál pěchoty Hugo Meixner von Zweienstamm
- 1915–1916 generál pěchoty Hugo Martiny
- 1916–1917 generál pěchoty Frigyes Csanády von Békés
- 1917 generálplukovník Karel Křítek
- 1917–1918 generál pěchoty Viktor Weber von Webenau
- 1918 polní podmaršál František Kaník